# Flower, Sun, and Rain
Flower, Sun, and Rain (花と太陽と雨と?, Hana to taiyō to Ame to) è un videogioco d'avventura del 2001 sviluppato da Grasshopper Manufacture e pubblicato da Victor Interactive Software per PlayStation 2. Inizialmente pubblicato in Giappone, il gioco è stato successivamente convertito per Nintendo DS.

## Trama
Il protagonista di Flower, Sun, and Rain è Sumio Mondo che viene invitato dal gestore dell'hotel da cui prende il nome il gioco per risolvere un mistero legato a dei terroristi che vogliono far saltare in aria un aeroplano.